# Fountain Inn (South Carolina)
Fountain Inn er en by i den nordvestlige del af delstaten South Carolina i USA. Byen ligger i Greenville County og har en befolkning på 10.416 (2020) indbyggere.

## Geografi
Fountain Inn har et areal på 18 km2

## Turistattraktioner
- Cannon Building
- Fairview Presbyterian Church
- Fountain Inn High School
- Fountain Inn Principal's House and Teacherage
- McDowell House
- Robert Quillen Office and Library
- Tullyton
- F. W. Welborn House